# Lökbatan
Lökbatan település Azerbajdzsánban, Baku Qaradağ kerületében.

## Fekvése
Azerbajdzsánban, az Abşeron-félszigeten, Baku központjától délnyugatra fekvő település.

## Története
Lökbatan a Xocəsən és Səngəçal közötti kereskedelmi út mellett alakult ki. A jelenlegi település egykor egy mocsaras, süllyedékes helyen épült karavánállomás volt, fárszi eredetű neve is azt jelenti, hogy  "teve", "batan" süllyedős.
A település 1931-32-ben épült a 45. olajkút közelében, ahol abban az időben egy lakótelepet építettek az olajmunkásoknak. Különböző nemzetiségek képviselői érkeztek az olajmezőre az ország különböző részeiről. Lökbatan Qaradağ kerület központja lett. 
A környéken sok sárvulkán található. A történelem során 18 erős vulkáni kitörés történt. A vulkán utoljára 2001-ben ébredt fel.
A település nevében eleinte szereplő kötőjelet történetileg eltávolították, és nevét Lökbatan alakban írták.
Az 1992–1993-ban Örményország által megszállt hegyi-karabaki területekről nagyszámú, lakóhelyüket elhagyni kényszerült személy települt le itt.

## Leírása
A városi jellegű település központjában a posta közelében található a Heydar Alijev nevű park, és a falu ezen részén építették fel az Állami Biztonsági Minisztérium új épületét. Van egy olimpiai stadion, számos iskola, élelmiszer-piac stb.
A település legrégebbi része a középső rész, amelyet 40-50 éve építettek. Több építészeti műemlék is található itt, például: a Kulturális Palota és a régi áruház. 
A településnek jelenleg nagyon kevés régi lakosa van, és gyakorlatilag nincs lehetőség a falu múltjáról származó információk gyűjtésére.
A falu tiszteletére egy hajót - tartályhajót - is elneveztek, amelyet 1930-ban építettek Bakuban. (Lock-Batan hajó)
A falu közelében található a névadó iszapvulkán, a Lökbatani iszapvulkán, mely egy nagyon aktív iszapvulkán, melynek első kitöréséről 1864-ben tudósítottak. Ez a sárvulkán, a kitörések számát tekintve a világ egyik legaktívabb és legátfogóbb iszapvulkánja, mely egyúttal Azerbajdzsán legaktívabb vulkánja is.
Az utóbbi években felújították a település Heydar Alijev Parkját, és megnyitották a Heydar Alijev Múzeumot. Jelenleg 5 iskola működik itt.

## Nevezetességek
- Heydar Alijev Múzeum
- Lökbatani sárkúp

## Fordítás
- Ez a szócikk részben vagy egészben  a   Lökbatan című angol Wikipédia-szócikk fordításán alapul.  Az eredeti cikk szerkesztőit annak laptörténete sorolja fel. Ez a jelzés csupán a megfogalmazás eredetét és a szerzői jogokat jelzi, nem szolgál a cikkben szereplő információk forrásmegjelöléseként.
- Ez a szócikk részben vagy egészben  a   Lökbatan című német Wikipédia-szócikk fordításán alapul.  Az eredeti cikk szerkesztőit annak laptörténete sorolja fel. Ez a jelzés csupán a megfogalmazás eredetét és a szerzői jogokat jelzi, nem szolgál a cikkben szereplő információk forrásmegjelöléseként.